# Michael O’Grady
Michael O'Grady (Leeds, 1942. október 11. – ) angol válogatott labdarúgó.

## Pályafutása

### Klubcsapatokban
Michael O'Grady labdarúgó-pályafutását az angol másodosztályú Huddersfield Town csapatában kezdte; a csapatban 1959 és 1965 között százhatvan bajnoki mérkőzésen lépett pályára, amelyeken huszonhat gólt szerzett. 1965-ben az angol élvonalbeli Leeds United szerződtette; a klubbal 1969-ben angol bajnokságot nyert, valamint kétszer szerepelt a Vásárvárosok kupája döntőjében; 1967-ben a Dinamo Zagreb ellen nem sikerült nyerniük a döntőben, azonban 1968-ban a Ferencváros ellen már igen. O'Grady 1969 és 1973 között - egy év kölcsönszerződés kivételével a Birmingham Citynél -  a Wolverhampton Wanderersben futballozott; tagja volt az 1972-es UEFA-kupa-döntőbe jutott csapatnak. 1974-ben a negyedosztályú Rotherham United csapatától vonult vissza, valamint 1974 novemberében utoljára egy mérkőzésen még pályára lépett az ír Cork Hibernians színeiben.

### A válogatottban
1962 és 1969 között két alkalommal lépett pályára az angol labdarúgó-válogatottban, három gólt szerzett.

## Sikerei, díjai
Leeds United
- Angol bajnok (1): 1968–69
- VVK-győztes (1): 1967–68